# Emil Jónsson
Emil Jónsson (27 de octubre de 1902 - 30 de noviembre de 1986), político de Islandia. Fue primer ministro de su país entre el 23 de diciembre de 1958 y el 20 de noviembre de 1959.
Miembro del Partido Social Demócrata (Alþýðuflokkurinn), ocupó un escaño en el Althingi (Parlamento) entre 1934 y 1971. Fue el jefe de su partido desde 1956 hasta 1968. Al dejar su cargo como primer ministro, pasó a ocupar el cargo de ministro de Pesca y de Asuntos Sociales.
- Datos: Q631523
- Multimedia: Emil Jónsson / Q631523